# Maticska Jenő
Maticska Jenő (Nagybánya, 1885. november 30. – Nagybánya, 1906. február 8.) festőművész.

## Életútja
Nagybányán végezte az elemi iskola első öt osztályát. Thorma János fedezte fel tehetségét, 1898-ban Iványi-Grünwald Béla vette fel a nagybányai festőiskolába, ahol Hollósy Simon tanítványa lett. 1904-05-ben a telet Iványi Grünwald Bélával Rómában töltötte Nagybánya város ösztöndíjasaként. Arcképét Czóbel Béla festette meg. Apjától örökölt tüdőbetegségben szenvedett. Huszonegyedik életévének betöltése előtt halt meg.

## Művészi pályája

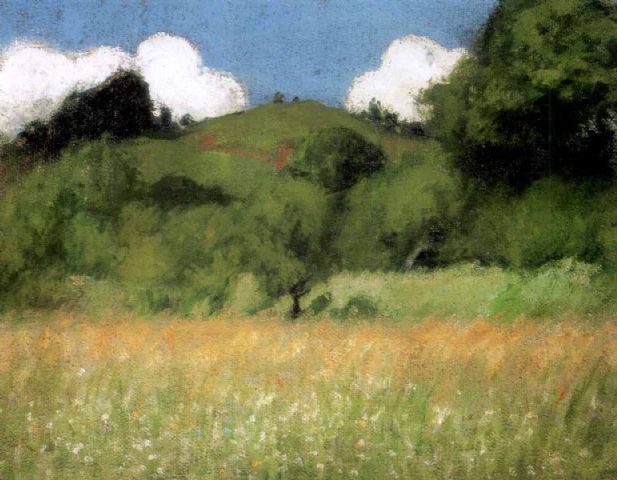
Nagybányai domboldal

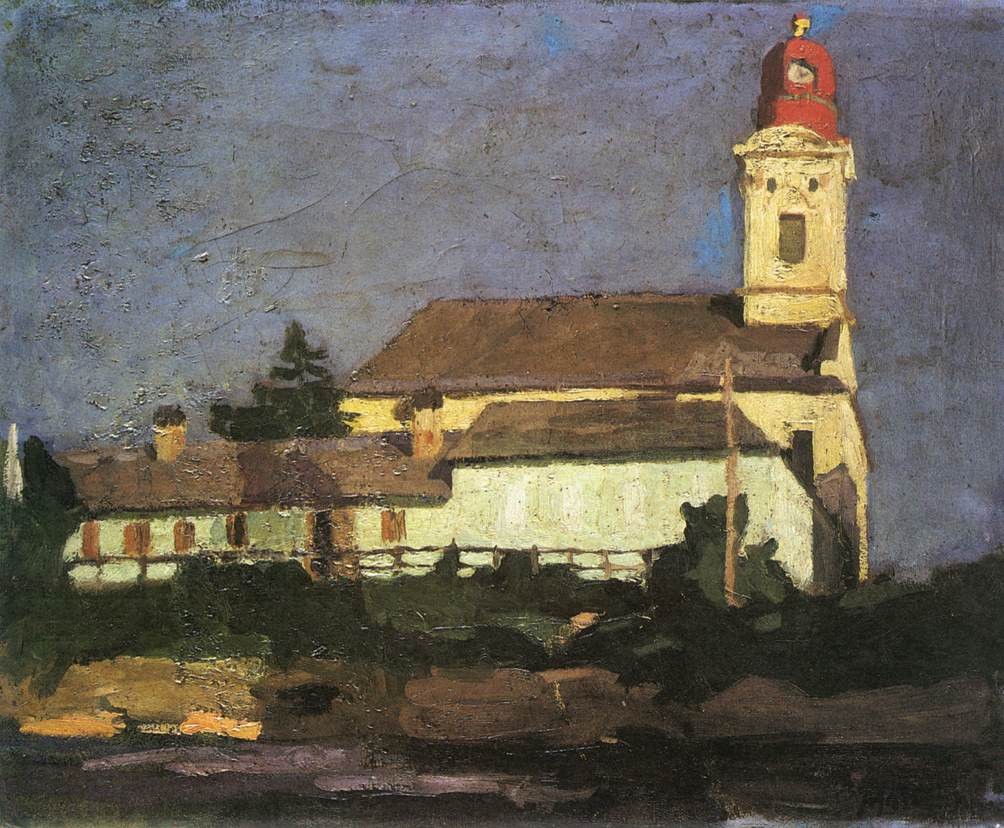
A Híd utcai református templom

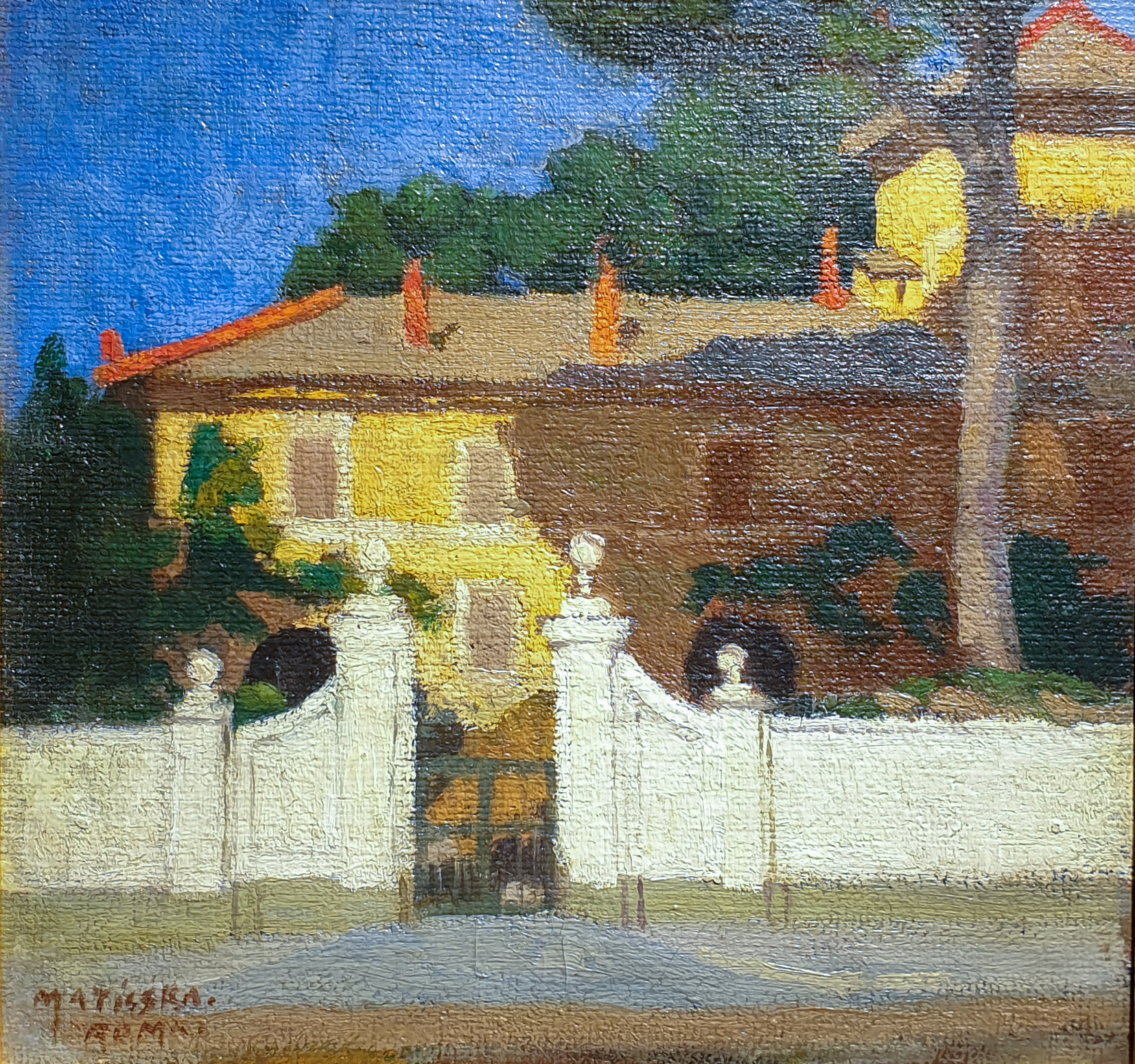
Római villa

Mind tanárai, mind a műértő közönség körében a nagybányai festők második nemzedéke legígéretesebb tehetségének tartották. Ösztönösen kialakult dinamikus természetlátása és színérzékenysége tette lehetővé, hogy már fiatalon művészi színvonalú képeket alkotott. Sokoldalú művész volt, csaknem száz képből álló életművében tájkép, portré, csendélet és csatakép is megtalálható. Legkedveltebb témája a nagybányai és Nagybánya környéki táj.  
1901-ben egy Kolozsváron rendezett kiállításon első díjat nyert. Műveivel tizenkilenc évesen, 1904-ben mutatkozott be a Nemzeti Szalon őszi tárlatán. Festményeinek népszerűségét igazolja, hogy 1911-ben Nagybányán rendezett emlékkiállításán harminckét, magángyűjteményből kölcsönzött képe is szerepelt.

## Főbb művei
- Fagy (olaj, karton, 37,2 x 51,2 cm; Máramaros Megyei Múzeum, Nagybánya)
- A híd utcai református templom (olaj, vászon, 56 x 70 cm; Magyar Nemzeti Galéria, Budapest)
- Körmenet
- Tájkép
- Követválasztás Nagybányán
- Csatavázlat 1848-ból
- Koratavasz
- Nagybányai domboldal/Virághegy (Táj ösvénnyel) (olaj, vászon, 56 x 69 cm; magántulajdonban)
- Nagybányai Klastromrét
- A Zazar partján (olaj, vászon, 40 x 60 cm; MNG)
- Táj kunyhóval (olaj, vászon 75 x 55 cm; Hansági Múzeum, Mosonmagyaróvár)

### Galéria

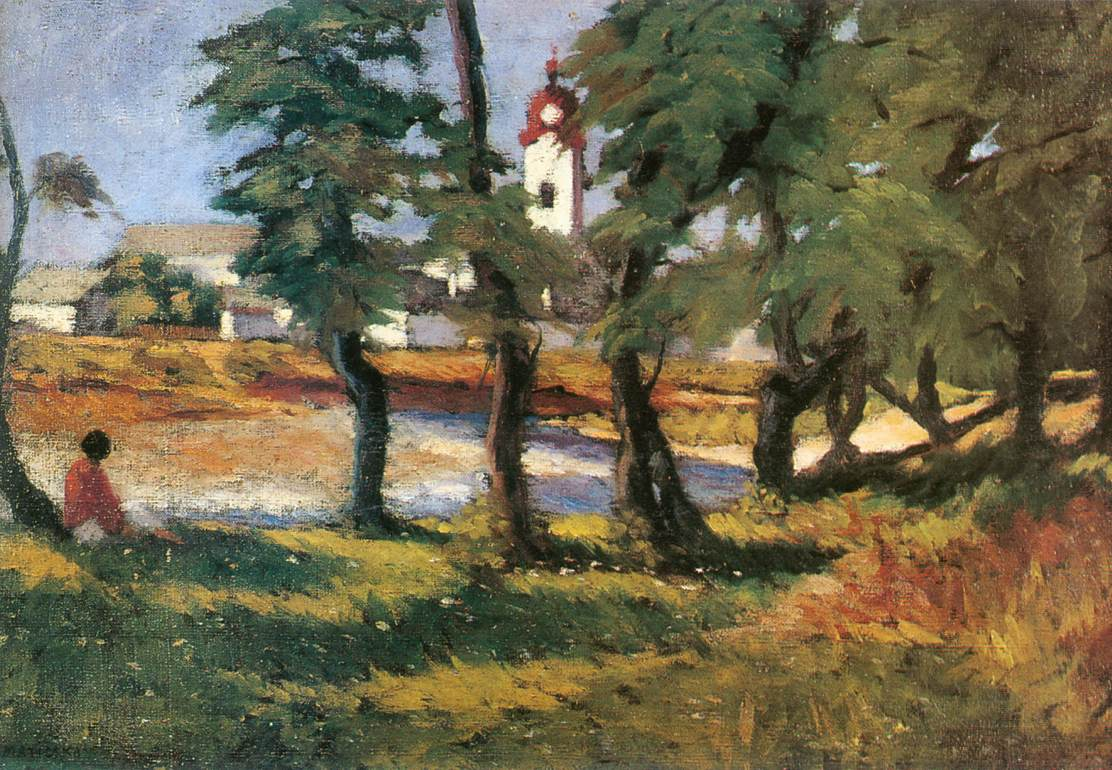
Nagybányai táj (1903)
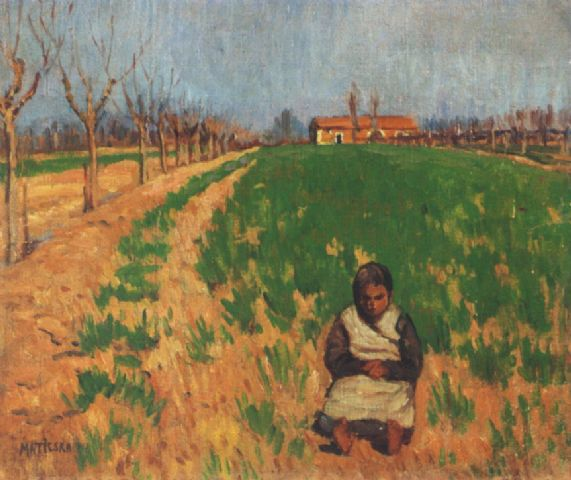
Kislány a mezőn (1900)
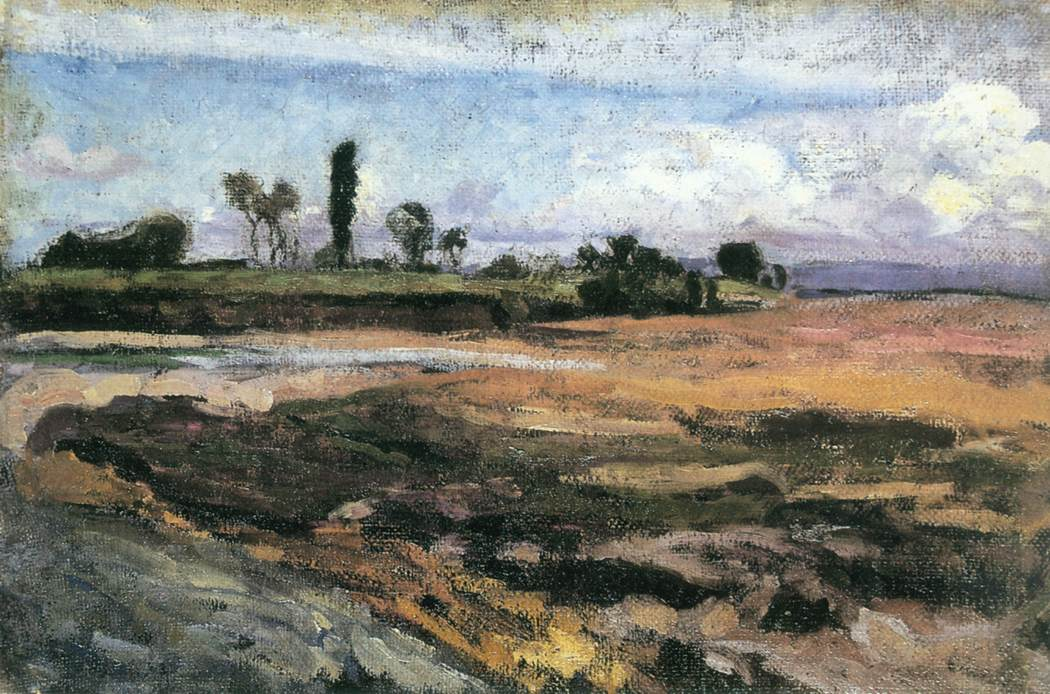
A Zazar partján (1900)
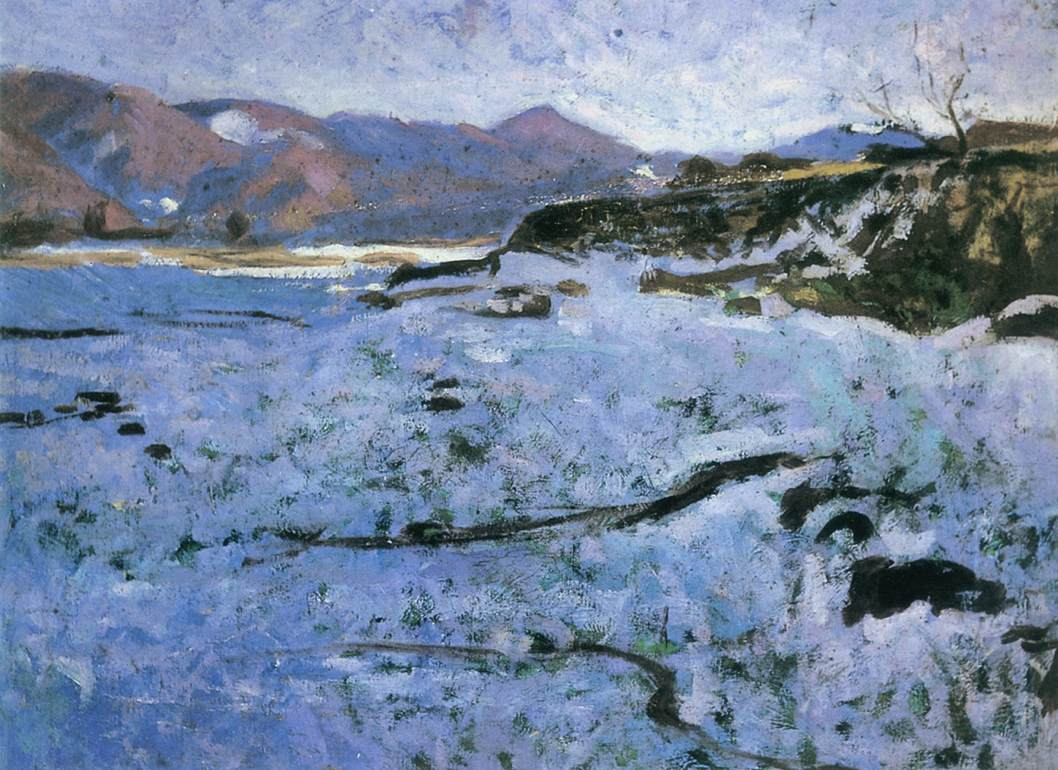
Fagy (1901)